# Украина — не Россия
«Украи́на — не Росси́я» — книга второго президента Украины Леонида Кучмы, впервые изданная в 2003 году издательством «Время» (Москва) на русском языке. Тираж книги составил 10 тысяч экземпляров. Книга затем была переведена на украинский и польский языки. Книга состоит из предисловия, 14 разделов, послесловия и примечаний. В книге изложены взгляды на историю Украины, на события XX века и начала XXI, о различиях в украинском и русском национальных характерах, о разных взглядах на культурно-историческое прошлое и взаимных претензиях.

## История издания
По признанию самого Кучмы, работу над книгой он начал ещё в период своего первого срока: «Ещё в период своего первого президентского срока я начал большую статью под названием „Украина — не Россия“. Это не название-вызов (оно даже не снабжено восклицательным знаком), это название-констатация. Писал я свою статью урывками, надолго забывал о ней, потом вспоминал и дописывал ещё страницу-другую, а чаще наговаривал на магнитную ленту. С годами статья незаметно превратилась в книгу. Если говорить о её жанре, это „книга-разъяснение“».
Александр Сабов в «Независимой газете» отмечал, что ко времени появления книги «на постсоветском пространстве высокопоставленные государственные мужи ещё до истечения своих полномочий всё чаще берутся за перо. Конечно, это не мемуары в полном смысле слова, а текущая политическая проза. <…> За два президентских срока Борис Ельцин выпустил две книги. Президент Путин и президент Рахмонов успели „наговорить“ пока лишь по одной книге-интервью. Президент Назарбаев озадачил жителей СНГ „евразийскими перспективами“. Чуть не каждый год по новой книге публикует глава Киргизии академик Акаев».
24 апреля 2003 года на пресс-конференции президент Украины Леонид Кучма сообщил, что написал «труд философско-исторического жанра», но при этом заявил, что не спешит с изданием, так как «выход книги в настоящее время нежелателен, поскольку она может быть неадекватно воспринята и вызвать политические проблемы». Мало того, добавил он, «название книги пока секрет». Российские и украинские журналисты стали выдвигать различные догадки о том, что может быть написано в этой книге. Тем не менее, уже через месяц было озвучено название: «Украина — не Россия», что вызвало критику в России. Ещё до её выхода о ней стали появляться критические отзывы. Так, юморист Виктор Шендерович назвал заголовок книги «пошлым», а политолог Сергей Маркедонов в «Литературной газете» заявил, что «Украинские политики руководствуются прежде всего тем, что нас различает и разделяет. И делают всё, чтобы этих различий было как можно больше».
3 сентября 2003 года на книжной ярмарке в Москве Леонид Кучма официально представил книгу читателям. В своей речи он сравнил заочные критические отзывы о ней с кампанией, направленной против Бориса Пастернака: «Я роман Пастернака не читал, но я осуждаю его», а о содержании книги сказал:

Русский человек давно создан своей историей, и нет опасности, что он перестанет быть русским. У нас же на повестке дня стоит задача, о которой в этой книге я сказал, перефразируя выражение известного итальянца: создать украинца. Опасность не вернуться к своему украинству актуальна для миллионов граждан Украины. Российские интеллигенты делятся на тех, кто желает нам удачи в восстановлении и развитии украинства, и на тех, кто не желает нам этого. О таких было когда-то сказано, что русский демократ кончается там, где начинается разговор об Украине. <…> эти люди, сегодня пишут, что Украина является «младшей сестрой» России, а её независимость — так, недоразумение, «результат провалов и просчётов руководства КПСС и СССР». А рядом с этим пишется, что без Украины союзное государство автоматически потеряло «и военно-политический, и социально-экономический, и, главное, идеологический смысл». Без «младшей»-то сестрёнки!.. Это они, эти люди, советуют Кремлю пользоваться нашими трудностями — пользоваться тем, что Украина ещё не до конца осознала себя Украиной. Надо, мол, это использовать для того, чтобы она никогда не ощутила себя вполне Украиной. Я от всей души сочувствую Президенту Путину, которому приходится иметь дело с такими настроениями. Его призывают подыскать на должность следующего Президента Украины такого человека, который — дословно — готов стать нашим человеком в Киеве. Что я могу сказать на сей счёт? В Киеве Россия всегда будет иметь своего человека, но своего в другом смысле. Этот человек, как я надеюсь, будет понимать, что подлинная независимость Украины — в интересах России, что украинство Украины — это очень хорошо для России.

## Авторство
То, что Кучма сам написал 550-страничную книгу, с самого начала было поставлено под вопрос. В том, что книга написана не самим Кучмой, уверены министр правительства Москвы Александр Музыкантский, культуролог Игорь Яковенко и журналист Вадим Нестеров. Эту же точку зрения поддерживает журналист Виктор Бакланов, который считает что в написании книги участвовали более полусотни различных авторов. Директор Института стран СНГ Константин Затулин предположил, что книгу написал академик Анатолий Гальчинский. По мнению директора Института политики Николая Томенко, книга писалась двумя группами учёных: российскими и украинскими. Результатом явились противоречия в книге, представляющей одновременно два противоположных взгляда на одни и те же проблемы, а также исторические неточности и подтасовки. При этом «В авторском коллективе иногда чувствуется и присутствие Леонида Кучмы, правда, незначительное и в большинстве своём автобиографическое».
Как писал сам Кучма, в написании книги участвовали «специалисты». В обращении к читателю он написал: «Большинство исторических, литературных и иных справок выполнено помогавшими мне специалистами, за что им огромное спасибо, я считаю их своими полноправными соавторами. Но, понятное дело, всю ответственность за книгу несу сам». На презентации книги он сказал: «Почему я не назвал поимённо моих друзей и помощников, которых считаю соавторами этой книги? Недавно на первой странице одной книги я насчитал 54 человека, которых автор благодарит за помощь. Я подумал: а что сам-то ты делал, если над твоей книгой трудилось столько народу? Какое твоё там место? Пятьдесят пятое? Не буду скрывать, что у меня были и помощники, но ведь политик, который сам пишет и несёт за это ответственность, который стремится осмысливать и свою деятельность, и исторические вызовы своего времени, — не такая уже редкость в политической истории человечества».
Александр Горянин, считал, что в отличие от первой книги Кучмы, данную книгу действительно писал сам Кучма: «у государственных деятелей не может быть времени на сочинительство <…> Но известно, что бывает и по-другому: государственный деятель может наговаривать, не особо заботясь о последовательности изложения, целые километры плёнки, после чего профессиональный литератор приводит всё в читаемый вид. Находится дело и для технических помощников — они работают с историческими и литературными источниками, подбирают цитаты — и всё равно автор останется автором. „Украина — не Россия“ — книга Кучмы, а не его помощников, не зря она так густо пронизана автобиографическими подробностями». Вместе с тем, Горянин отмечал, что «Книга „Украина — не Россия“ — явно не послание одинокого президента Кучмы, это послание украинского правящего класса российскому».

## Содержание

### Об украинцах и русских
«Среди русских я чаще, чем среди украинцев, встречал людей, тяготившихся своим делом и потому делавших его плохо, — пишет Президент Украины, который много лет был директором „Южмаша“, флагмана ракетостроения СССР. — Не от неумения делать хорошо, а от отвращения». Русские больше живут «по понятиям», тогда как украинцы в массе своей предпочитают закон и порядок. Долгая жизнь под крышей одной империи, где русский человек жил с ощущением, что вся она его родина, привела к печальному финалу: из всех наций бывшего СССР титульная оказалась самой «необщинной». А в конечном счете и менее оптимистичной, чем те же украинцы.

### О Хмельницком и Мазепе
«Если Хмельницкий — символ преемственности украинской государственности от Киевской Руси до наших дней, то Мазепа олицетворяет для нас Альтернативу. В глазах многих он уравновешивает Хмельницкого, исправляет крен. Отношение к Мазепе как предателю в наши дни — это анахронизм. Это может свидетельствовать о некоторой душевной незрелости. Хорошо, что наш Национальный банк, с которым я часто бываю не согласен по другим поводам, поместил портреты двух этих людей на гривны. У нас люди все ещё ведут борьбу против памятников и портретов. Но деньги никто рвать в знак протеста не будет. Видя Мазепу и Хмельницкого в своих кошельках вместе, наши люди привыкают терпимее относиться к своей истории, к её творцам. Да, пожалуй, и друг к другу».

### О русском языке и церковных проблемах
Автор подробно останавливается на вопросе о двуязычии на Украине, приводя аргументы о несвоевременности придания русскому языку статуса официального. Кучма также не обходит вниманием крайне сложную и запутанную ситуацию, сложившуюся вокруг межконфессиональных отношений на Украине. Будущее церкви он видит в создании Украинской Поместной православной церкви.

### Послесловие
Подводя итоги, Леонид Кучма утверждает, что у двух стран разные исторические судьбы, разный национальный опыт, разное самоощущение, несхожие культурно-языковые ситуации, принципиально различные отношения с географическим и геополитическим пространством, неодинаковая ресурсная база, разный политический вес в мире, несоизмеримые возможности для взаимовлияния.

## Критика в России
Журналист «России» Виктор Бакланов ставил в вину Кучме то, что «Всю развороченную глыбищу своих знаний и наблюдений Леонид Данилович посвятил единой и главной цели: доказательству всем сомневающимся, что украинский народ не имеет никакого отношения к русскому, украинцы несравненно лучше, способнее, талантливее русских». Опосредованно поддерживал эту мысль о книге Марк Шкундин, профессор кафедры мировой политики ГУ-ВШЭ. Однако, данных слов в книге Леонида Кучмы не было.
Российский историк и публицист Пётр Дейниченко в рецензии на книгу написал: «труд Леонида Кучмы — настоящая энциклопедия нового украиноведения. Затронуты почти все острые и действительно тяжелые для наших двух народов вопросы — тут и существенная для соседней страны проблема названия, и место Украины в октябрьской революции, сталинский террор, судьбы православия, национальные герои, место русского языка в украинской культуре, многочисленные экскурсы в глубины истории». Вместе с тем, он говорит об ошибочности позиционирования Украины как не-России: «начинать определение с „не“ — это плохая логика и ещё худшая психология. Кучма инженер, и должен понимать: если конструкция нелогична — она опасна. <…> Чтобы осуществиться, Украина должна понять, чем она все же является — субъектом истории или всего лишь территорией, по которой свободно прохаживались орды завоевателей… У президента Украины ответа нет. В предисловии он яростно доказывает, что ни о каком колониальном статусе Украины не могло быть и речи. В конце книги говорит, по существу, прямо противоположное: Украина на протяжении трех с половиной столетий давала России „мощную человеческую подпитку“, и „одного этого фактора достаточно, чтобы признать: Россия — наша должница“. И „подпитка“ сейчас продолжается — вот украинские рабочие трудятся на стройках Москвы. Стыдно писать такое. Едут ведь от безнадежности, от неустройства жизни».